# Wiener Werkstattpreis
El premi literari internacional Wiener Werkstattpreis es va fundar el 1992 a Àustria, i s'atorga anualment des del 2000. També té una convocatòria paral·lela per a la fotografia. El premi té la intenció de presentar autors menys coneguts i/o joves.
Les convocatòries estan dotades amb 1.100 euros (informació del 2007). El 2007, el premi va ser convocat per a les tres categories narrativa curta, assaig i poesia. El govern austríac i l'administració municipal de Viena són els responsables pel finançament, mentre que l'editorial FZA Verlag ho és per a l'organització.

## Guanyador
| Any  | Guanyador |
| ---- | --- |
| 1992 | Michaela Seul (1r Premi), Manfred Wieninger (2n Premi), Florian Ascher (3r Premi)                                                            |
| 1994 | Franzobel (2n Premi), Christiane M. Pabst (3r Premi), no es va concedir primer premi                                                         |
| 1996 | Junia Schüller (1r Premi), Mike Makart (2n Premi), Ercüment Aytac (3r Premi)                                                                 |
| 1998 | Matthias Ulrich (1r Premi), Claudia Glanzmann (2n Premi), Henriette Sadler (3r Premi)                                                        |
| 2000 | Christine Thiemt (1r Premi), Semier Insayif (2n Premi), Benita Glage (3r Premi)                                                              |
| 2001 | Marianne Ullmann (1r Premi), Olaf Kurtz (Premi Elecció del Lector), el Premi de Poesia no fou concedit.                                      |
| 2002 | Hanna Klavacs (Contes), Alexander Gumz (Poesia)                                                                                              |
| 2003 | Nicoletta Lissner (Contes), Uljana Wolf (Poesia)                                                                                             |
| 2004 | Ingeborg Woitsch (Contes), Florian Seidel (Poesia)                                                                                           |
| 2005 | Regina Jung, Jakob Pretterhofer |
| 2006 | Constantin Göttfert (Literatura) |
| 2007 | Klaus Ebner (Gran Premi), Norbert Sternmut (Poesia)                                                                                          |
| 2008 | Axel Görlach, Katharina Bendixen |
| 2009 | Wolfgang Ellmauer, Markus Thiele, Eike Grauf, Claudia Kohlus (Premi Poesia)                                                                  |
| 2010 | Birgit van der Leeden (Gran Premi), Joan Weng (Premi del Públic)                                                                             |
| 2011 | Andreas Hutt (Gran Premi), Clemens Ottawa (Premi del Públic)                                                                                 |
| 2012 | Marina Ebner (Premi del Públic), Daniel Wild (Premi Especial)                                                                                |
| 2013 | Signe Ibbeken (Premi del Jurat), Frank Schliedermann (Premi del Públic), Bastian Kienitz (Premi de Reconeixement)                            |
| 2014 | Marie Gamillscheg (Premi del Jurat), Betty Kolodzy (Premi del Públic), Sebastian Hage-Packhäuser (Premi de Reconeixement)                    |
| 2015 | Christoph Szalay (Premi del Jurat), Jeannine Meighörner (Premi del Públic), Zoe Jung (Premi de Reconeixement), Catrin Hassa (Premi Especial) |
| 2016 | Sandra Gugic (Premi del Jurat), Sarah Berger (Premi del Públic), Verena Mermer (Premi especial)                                              |